# Olympische Jugend-Sommerspiele 2014/Teilnehmer (Indien)
| Gelbes Symbol für Goldmedaillen mit stilisierten Olympischen Ringen | Graues Symbol für Silbermedaillen mit stilisierten Olympischen Ringen | Braundes Symbol für Bronzemedaillen mit stilisierten Olympischen Ringen |
| ------------------------------------------------------------------- | --------------------------------------------------------------------- | ----------------------------------------------------------------------- |
| —                                                                   | 1                                                                     | 1                                                                       |

Die Jugend-Olympiamannschaft aus Indien für die II. Olympischen Jugend-Sommerspiele vom 16. bis 28. August 2014 in Nanjing (Volksrepublik China) bestand aus 32 Athleten.

## Athleten nach Sportarten

### Badminton
| Mädchen - Ruthvika Shivani Einzel: Gruppenphase Mixed: Gruppenphase (mit Abraham Ayittey Ghana) | Jungen - Aditya Joshi Einzel: 4. Platz Mixed: Gruppenphase (mit Tessa Kabelo Botswana) |

### Bogenschießen
| Mädchen - Hema Latha Boda Einzel: Achtelfinale Mixed: Achtelfinale (mit Damian Datschew Bulgarien) | Jungen - Atul Verma Einzel: Bronze Mixed: Sechzehntelfinale (mit Hana Elshimy Ägypten) |

### Boxen
Jungen
- Shyam Kakara
Klasse bis 49 kg: 5. Platz
- Gaurav Solanki
Klasse bis 52 kg: 4. Platz

### Gewichtheben
| Mädchen - Thasana Chanu Klasse bis 58 kg: 6. Platz | Jungen - Lalchhanhima Klasse bis 56 kg: DNF - Venkat Rahul Ragala Klasse bis 77 kg: Silber |

### Golf
| Mädchen - Aditi Ashok Einzel: 11. Platz Mixed: 21. Platz | Jungen - Feroz Garewal Einzel: 5. Platz Mixed: 21. Platz |

### Kanu
Mädchen
- Kirti Kewat
Canadier-Einer Slalom: DNF (Viertelfinale)
Canadier-Einer Sprint: Viertelfinale

### Leichtathletik
| Mädchen - K. T. Neena 5. km Gehen: 11. Platz - Pushpa Jakhar Speerwurf: 6. Platz | Jungen - Ajay Kumar Saroj 1500 m: 5. Platz - Maymon Paulose 110 m Hürden: 4. Platz - Mithravarun Senthil Kumar Diskuswurf: 5. Platz |

### Ringen
| Mädchen - Anil Reshma Mane Freistil bis 60 kg: 5. Platz | Jungen - Prakash Kolekar Freistil bis 46 kg: 6. Platz - Amit Kumar Freistil bis 63 kg: 4. Platz - Shri Pal Griechisch-römisch bis 85 kg: 5. Platz |

### Rudern
Jungen
- Amit Kumar
- Atul Kumar
Zweier: 6. Platz

### Schießen
| Mädchen - Yashaswini Singh Deswal Luftpistole 10 m: 6. Platz Mixed: 8. Platz (mit Jože Čeper Slowenien) | Jungen - Prashant Tanwar Luftgewehr 10 m: 13. Platz (Qualifikation) Mixed: 8. Platz (mit Angirmaa Nergui Mongolei) |

### Schwimmen
| Mädchen - Kataryla Shivani 100 m Freistil: 30. Platz (Vorlauf) 200 m Freistil: 25. Platz (Vorlauf) | Jungen - Supriya Mondal 100 m Schmetterling: 19. Platz (Vorlauf) 200 m Schmetterling: 12. Platz (Vorlauf) |

### Segeln
Mädchen
- Katya Ida Coelho
Techno 293: 21. Platz

### Tennis
Mädchen
- Ojasvinee Singh
Einzel: 1. Runde
Doppel: 1. Runde (mit Greetje Minnen  Belgien)
Mixed: 1. Runde (mit Sharmal Dissanaayake  Sri Lanka)

### Tischtennis
| Mädchen - Sutirtha Mukherjee Einzel: 16. Platz Mixed: 17. Platz | Jungen - Abhishek Yadav Einzel: 18. Platz Mixed: 17. Platz |

### Turnen
Jungen
- Abhijeet Kumar
Einzelmehrkampf: 26. Platz (Qualifikation)